# Coproica hirtula
Coproica hirtula is een vliegensoort uit de familie van de mestvliegen (Sphaeroceridae). De wetenschappelijke naam van de soort is voor het eerst geldig gepubliceerd in 1880 door Camillo Róndani.